# 梅坦縣

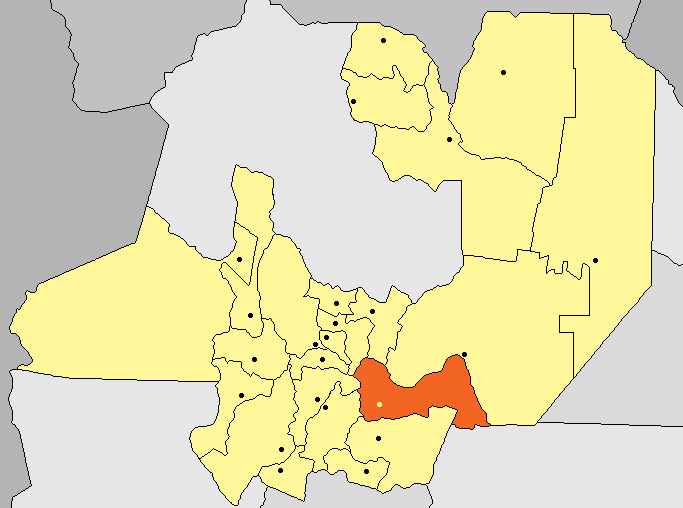

25°29′49″S 64°58′16″W / 25.49694°S 64.97111°W
梅坦縣（西班牙語：Departamento de Metán），是阿根廷的縣份，位於該國西北部薩爾塔省，首府設於聖何塞德梅坦，面積5,235平方公里，該地區的地震活動頻繁和低強度，2010年人口40,351，人口密度每平方公里7.71人。